# Josef Jindřich Řezníček
Josef Jindřich Řezníček (1. května 1823 Praha – 8. prosince 1880 Kouřim) byl český obrozenecký spisovatel, překladatel a dramatik. Ve 40. a zčásti v 50. letech 19. století přispíval povídkami do časopisů, překládal a psal divadelní hry. Podporoval kulturní a spolkový život, zejména v Pelhřimově. Jeho dílo je skrovné, ale současníky byl oceňován jako spolupracovník J. K. Tyla se zásluhami o rozvoj české literatury a kultury.

## Život
Narodil se 1. května 1823 v Praze v chudé měšťanské rodině. Studoval na pražském akademickém gymnáziu, na kterém tehdy vyučoval Josef Jungmann. V letech 1841-1842 absolvoval filosofická studia, kde mimo jiné seznámil se všemi slovanskými jazyky a složil státní zkoušku z francouzštiny a polštiny. V téže době se seznámil s Josefem Kajetánem Tylem, který ho přivedl k literární činnosti.
Po roce 1843 přispíval povídkami a novelami do časopisů (Květy, Česká včela a Horník). Koncem 40. let byl aktivním spolupracovníkem časopisu Pozor, který vydávali Jan Spurný a Pavel Švanda ze Semčic.
Roku 1849 byl přijat jako akcesista k c. k. apelačnímu soudu v Praze, a následujícího roku jako kancelista (písař, nižší úředník) k okresnímu úřadu v Pelhřimově. Zde pokračoval v literární činnosti, ale zapojil se také do kulturního života. Podílel se na založení pěveckého sboru Záboj, pořádal besedy a navrhoval zřizování středních škol. Jeho aktivity ale v době Bachova absolutismu vyvolaly nelibost vládních kruhů a Řezníček byl přeložen do Pacova. Po složení povinných zkoušek se přestěhoval do Přibyslavi a nakonec přijal místo listovního v Kouřimi. Tam také 8. prosince 1880 po dlouhé nemoci zemřel.

## Dílo
Psal převážně do časopisů. Z prací, publikovaných ve 40. letech, můžeme uvést např. novely:
- Křivá přísaha a Dimitrijevna v Květech[2]
- Nocleh v Bavořích a Inkoust mi začernil pověst v České včele[2]
- Pan Rozbryndálek v Pozoru.[2]

Roku 1855 vydal v Mikovcově Lumíru povídky Syn své vlastní matky a Gerváš Vysoký. Když byl nucen opustit Pelhřimov, věnoval svým odpůrcům deklamaci Kvindy a nyní pod pseudonymem Josef Masařík.
Tvořil také divadelní hry, např. Neapolský žebrák, Amerikáni, Konšelové na sněmu a Syn chudého otce.
Knižně vyšly:
- Nowely (1847)
- Jiří Doupovec (1856), historická povídka
- Honoré de Balzac: Plawba Berezinská (1844), překlad

## Význam a ocenění
Řezníčkovo dílo je nevelké. Ve své době byl velmi žádaný jako autor a překladatel divadelních her. Drama Syn chudého otce, provozované ve Stavovském divadle s J. J. Kolárem v hlavní roli, bylo publikem přijato s nadšením. Řezníčkovu výraznějšímu úspěchu ale bránily poměry literární i politické.
V 80. letech byl vzpomínaný především jako spolupracovník J. K. Tyla a přesvědčený národovec, poctivý charakter a odpůrce zpátečnictví, který prospěšně působil v maloměstských společnostech. 29. května 1882 mu byl na kouřimském hřbitově slavnostně odhalen pomník.